# Zhongsheng Group
Zhongsheng Group Holdings Limited («Чжуншэн Груп») — китайская компания, занимающаяся продажами легковых автомобилей. Входит в число крупнейших публичных компаний страны, в 2023 году заняла 1002-е место в рейтинге Forbes Global 2000.

## История
Zhongsheng Group основана в 1998 году Ли Гоцяном и Хуаном И, которые открыли свой первый дилерский центр в городе Далянь; в том же году компания получила права представлять в Китае бренды Toyota и Nissan, в 1999 году — бренд Audi, в 2005 году — бренды Lexus и Honda, в 2009 году — бренд Mercedes-Benz. В марте 2010 года Zhongsheng Group вышла на Гонконгскую фондовую биржу, а в декабре 2010 года приобрела 55 % акций китайской сети автосалонов New Wing Enterprises. В 2012 году Zhongsheng Group приобрела 70 % акций немецкой автотюнинговой компании Carlsson Autotechnik (Мерциг) и получила права представлять в Китае британские бренды Jaguar и Land Rover.
В 2000 году Zhongsheng Group открыла свой первый дилерский центр в провинции Юньнань, в 2001 году — в провинции Фуцзянь, в 2002 году — в городе Шанхай, в 2003 году — в провинции Цзянсу, в 2005 году — в провинции Гуандун, в 2007 году — в провинции Сычуань, в 2008 году — в провинции Шаньдун. По состоянию на конец 2016 года компания имела 251 дилерский центр в 80 городах Китая, по состоянию на лето 2020 года — 373 дилерских центра.
По итогам 2021 года Zhongsheng Group продала 528,15 тыс. новых автомобилей (81,4 % от всех продаж) и 139,41 тыс. подержанных автомобилей (4,6 %), остальное пришлось на послепродажное обслуживание (14 %). В 2022 году на фоне спада в экономике продажи сократились.

## Деятельность
По состоянию на конец 2022 года Zhongsheng Group имела 417 дилерских центров в 110 городах 25 провинций Китая. Компания представляет на китайском рынке бренды Mercedes-Benz, Porsche, BMW, Audi, Volkswagen, FAW-Volkswagen, Land Rover, Jaguar, Volvo, Lexus, Toyota, FAW Toyota, GAC Toyota, Infiniti, Nissan, Dongfeng Nissan, Honda и XPeng.
По итогам 2022 года основная выручка Zhongsheng Group пришлась на продажи легковых автомобилей (86,3 %) и послепродажные услуги (13,7 %).

## Акционеры
Контрольный пакет акций Zhongsheng Group принадлежит миллиардерам Хуану И (48,56 %) и Ли Гоцяну, которые входят в список богатейших людей страны. Другими крупными акционерами компании являются Jardine Matheson Holdings (21,15 %), Fidelity International (2,97 %), T. Rowe Price (1,99 %), Capital Research & Management (1,12 %), APG Asset Management (1,09 %), The Vanguard Group (1,07 %) и Caisse de dépôt et placement du Québec (0,49 %).